# Jiří Zídek Sr.
Jiří Zídek, Sr. (Praga, Protectorado de Bohemia y Moravia, 8 de febrero de 1944 - 21 de mayo de 2022) fue un jugador checo de baloncesto. Con 2,06 de estatura, jugaba en la posición de pívot. Es el padre de Jiří Zídek. Sus logros más destacados fueron dos medallas en Eurobasket con Checoslovaquia y ser campeón de la Recopa de Europa con el Slavia de Praga.